# Апостольский викариат Ауасы

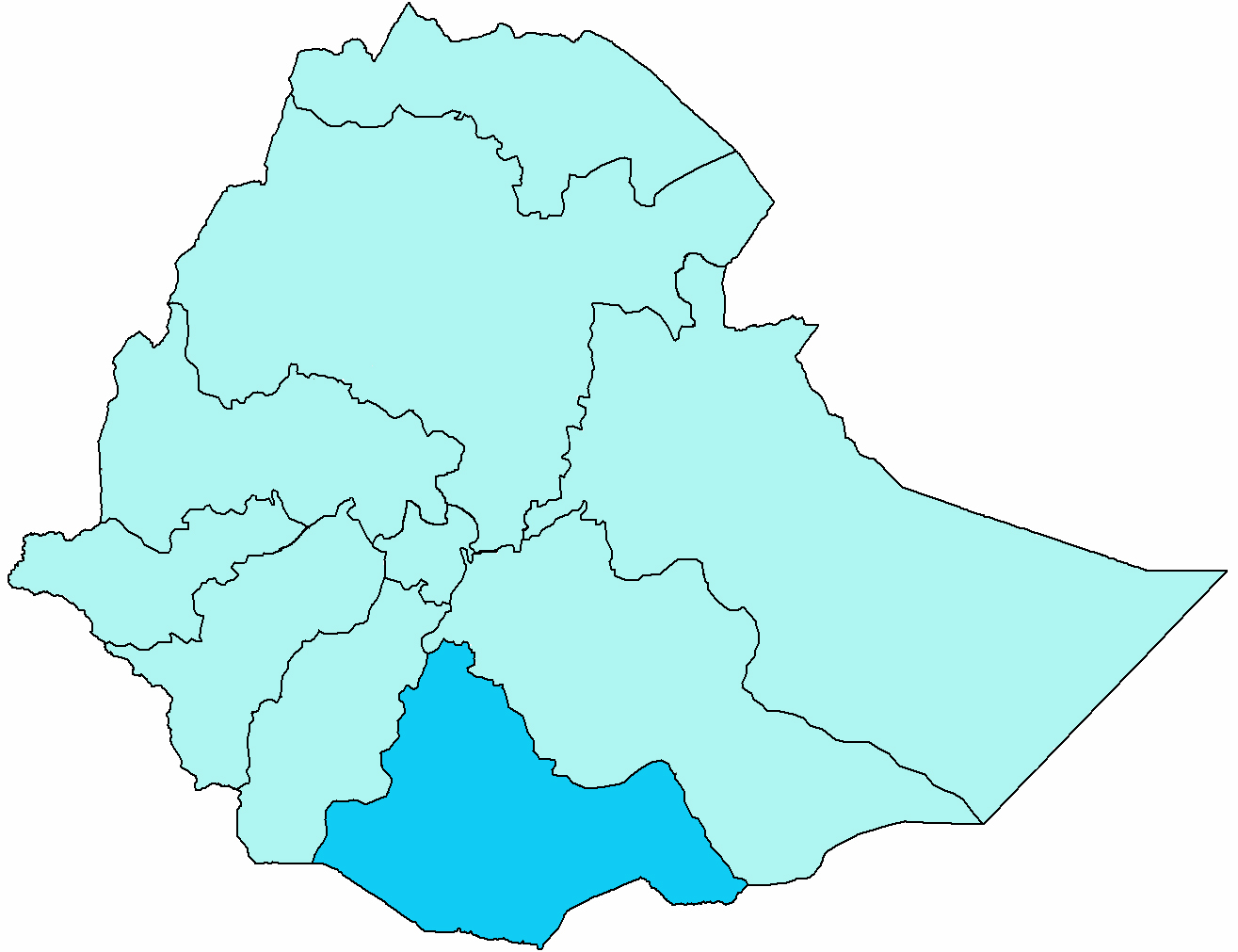
Карта апостольского викариата Ауасы

Апостольский викариат Ауасы (лат. Vicariatus Apostolicus Avasanus) — апостольский викариат Римско-Католической церкви с центром в городе Ауаса, Эфиопия. Апостольский викариат Ауасы распространяет свою юрисдикцию на территорию часть регионов Народов и народностей юга, Оромия и Сомали. Апостольский викариат Ауасы подчиняется непосредственно Святому Престолу.

## История
25 марта 1937 года Римский папа Пий XI издал буллу "Quo in Aethiopia", которой учредил апостольскую префектуру Негели, выделив её из апостольского викариата Галлы (сегодня — Апостольский викариат Харэра) и апостольской префектуры Каффы (сегодня — Апостольский викариат Нэкэмтэ).
13 февраля 1940 года апостольская префектура Негели передала часть своей территории для возведения новой апостольской префектуры Хосанны (сегодня — Апостольский викариат Соддо).
15 октября 1969 года апостольская префектура Негели была переименована в апостольскую префектуру Ауасы.
15 марта 1979 года Римский папа Иоанн Павел II издал буллу "Qui volente Deo", которой преобразовал апостольскую префектуру Ауасы в апостольский викариат.

## Ординарии апостольского викариата
- Gabriele Arosio (21.05.1937 — 1945);
- Urbain-Marie Person (2.01.1952 — 16.02.1973);
- Armido Gasparini (16.02.1973 — 20.12.1993);
- Lorenzo Ceresoli (20.12.1993 — 21.03.2009);
- Giovanni Migliorati (21.03.2009 — по настоящее время).

## Источник
- Annuario Pontificio, Libreria Editrice Vaticana, Città del Vaticano, 2003, ISBN 88-209-7422-3
- Булла Quo in Aethiopia, AAS 29 (1937), стр. 365  (лат.)
- Булла Qui volente Deo  (лат.)